# Dücker (Adelsgeschlecht)

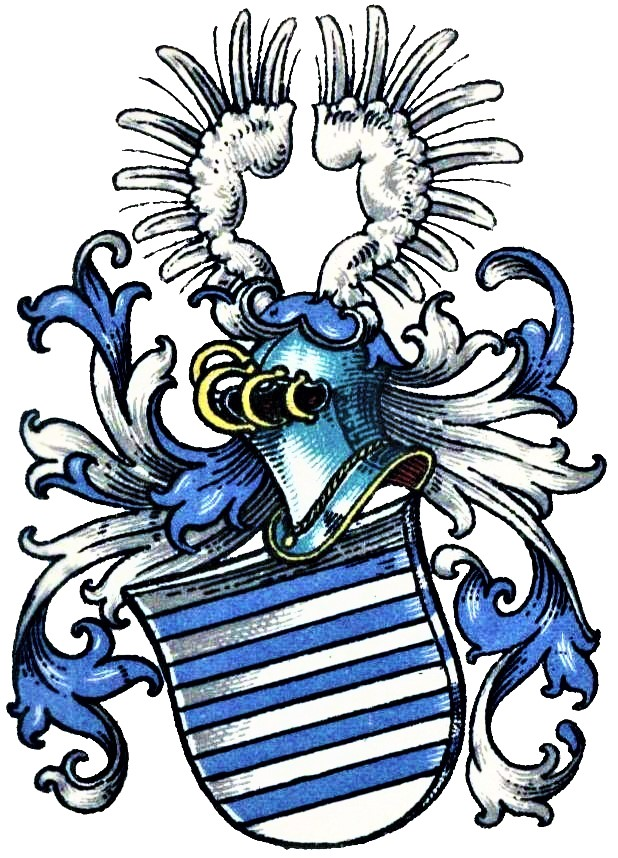
Stammwappen derer von Dücker

Dücker (auch Dückher) ist der Name eines westfälischen Adelsgeschlechts, welches sich mit dem Deutschen Orden ins Baltikum und von dort weiter nach Schweden und Tirol bzw. Kärnten ausgebreitet hat.

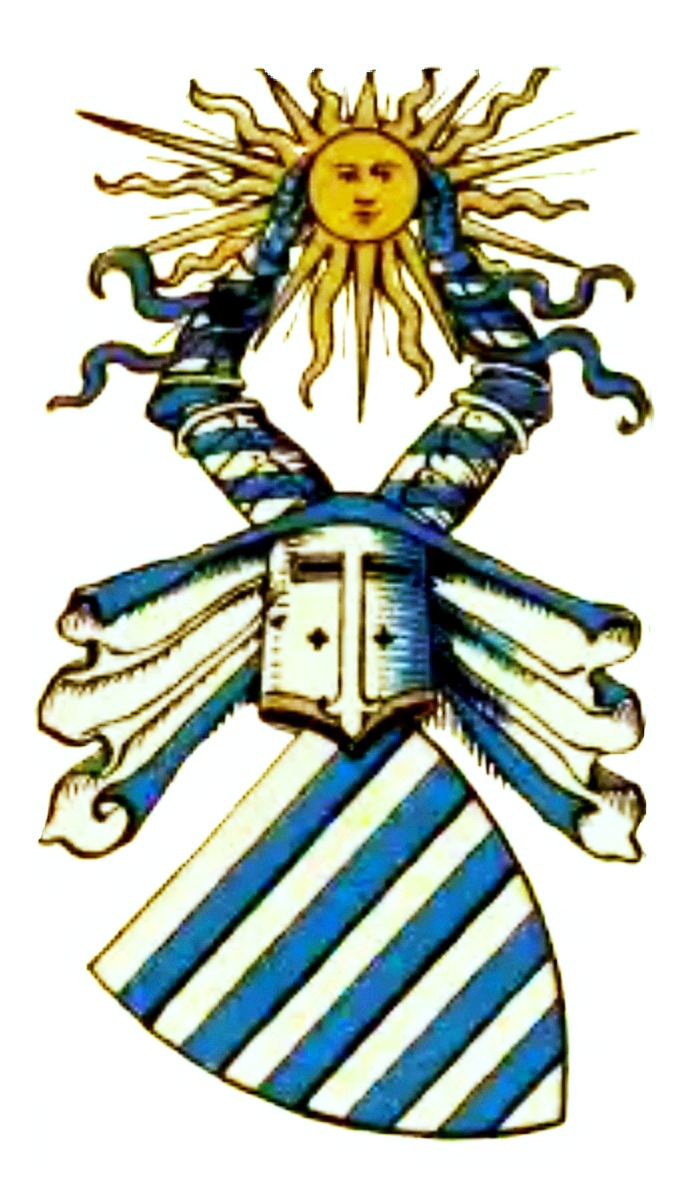
Späteres Stammwappen der Dücker mit der Sonnen-Helmzier

## Westfalen
Die Familie Dücker wird dem Limburgischen Uradel zugerechnet.
Bereits um 1190 wird Goswin Dukere als Vogt zu Valkenburg in Brabant urkundlich genannt. Es folgt Ritter Henricus Ducere im Jahre 1220. Schließlich wird Henrich dictus Ducker als früher Vertreter seiner Familie am 10. Januar 1299 urkundlich genannt. Dieser vermachte dem Stift Fröndenberg einige Güter.
Sie sollen zunächst die Burg beziehungsweise das Schloss Dücker bei Kempen besessen haben. An der Ruhr gelten die Dücker als Erbauer von Haus Kemnade, wo sie ab 1266 nachweisbar sind. Auch für Haus Heisingen werde sie als erste Lehnsnehmer genannt. Ein weiterer Henrich Dücker verkaufte 1315 den dritten Teil des Hauses Horst an die Grafen von der Mark.
In Westfalen bildeten sich zahlreiche Linien des Geschlechts aus, die sich durch verschiedene Beinamen unterschieden. So gab es die Dücker genannt Neiling, gen. Overling, gen. Umberg, gen. Westenfelde, gen. in den Doernen, gen. in der Netelenbeck, gen. Nünum, gen. von Ostendorp. Eine weitere Seitenlinie waren die von Nunun genannt Dücker.
Mitglieder der Familie dienten als Ministeriale für verschiedene Herren. So dienten einige den Grafen von Cleve, andere der Äbtissin von Essen, den Grafen von der Lippe und anderen. Wennemar Dücker war 1391 Zeuge als Erzbischof Friedrich von Köln und die Grafen von Kleve einen Vergleich schlossen. Auch bei vergleichbaren Akten war er anwesend. Er nannte sich miles (Ritter) und war Herr zu Stiepel, Kemnade und Bruch, Amtmann zu Lüdenscheid und Bilstein. Er hat mit anderen Mitgliedern der Familie den Grafen von Kleve Geld geliehen und war zusammen mit seiner Frau Greta ab 1400 Pfandherr von Lüdenscheid, Neustadt und Plettenberg.
In den Jahren 1405 bis 1602 erscheint ein Zweig der westfälischen Dücker in Finnland.

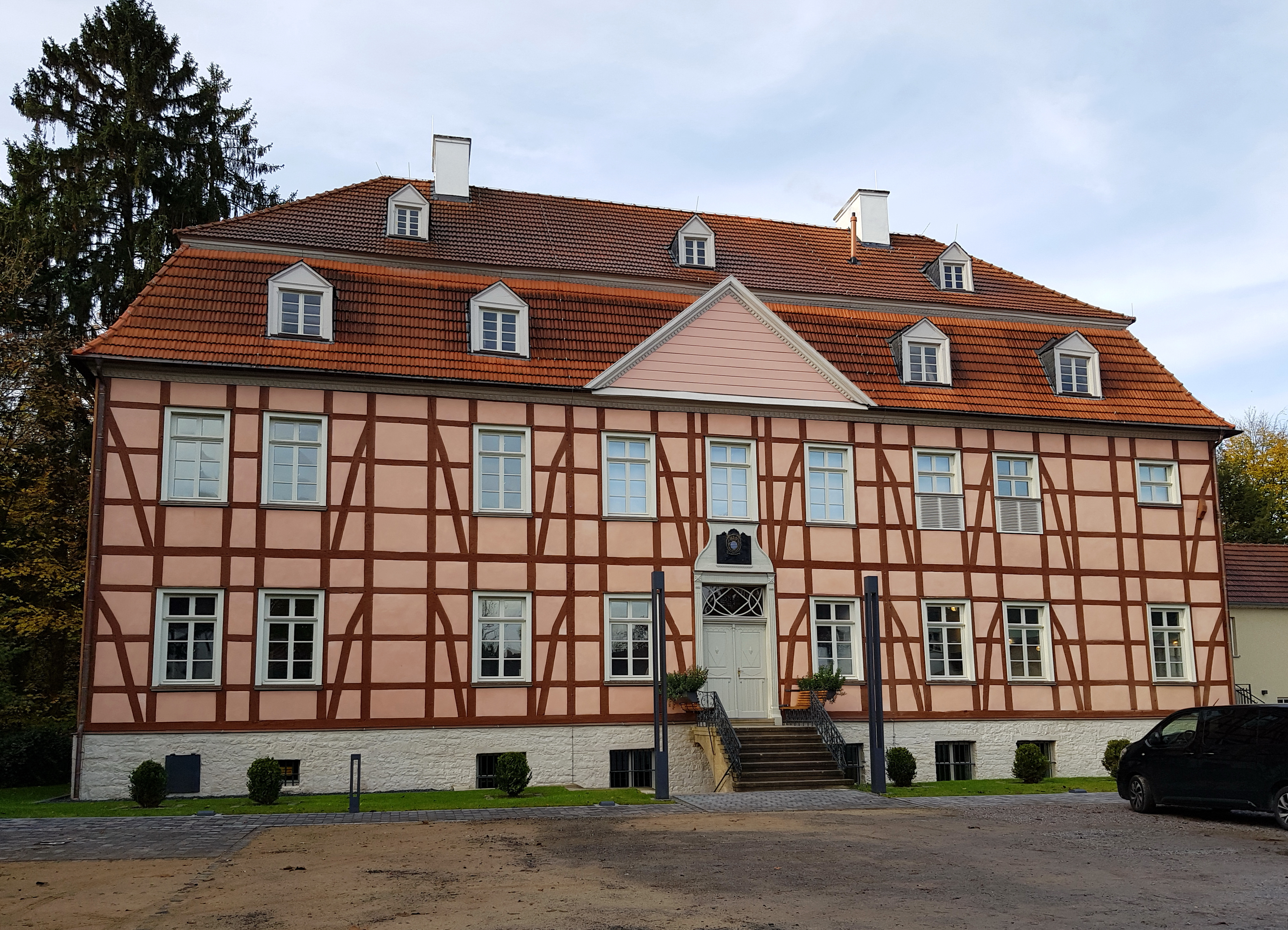
Herrenhaus Gut Rödinghausen, mit Dücker'schem Wappen über dem Portal

Im 17. Jahrhundert ist die Linie zu Heyden und Mellen ausgestorben. Eine noch existierende Linie zu Ober- und Nieder-Rödinghausen wurde wegen nicht standesgemäßer Heiraten aus der Liste der stiftsfähigen Ritterschaft gestrichen.
Zu dieser Linie gehört auch der kurkölnische Oberkellner Hermann (von) Dücker, der 1627 neben dem Haus Obereimer verschiedene Ländereien und gutsherrlichen Rechte bei Arnsberg erwarb und in ein von Schatzungen und Contributionalen befreites, landtagsfähiges Rittergut verwandelte. Der Kölner Kurfürst Maximilian Heinrich von Bayern zwang ihn zum Verkauf. Dücker erbaute mit dem Geld als Stadtpalais in Arnsberg den Dückerschen Hof. Seine Söhne strengten 1687 die Erneuerung des Adelstitels an. Wilhelm Lothar Bernd Dücker kurkölner Geheimer Rat und Rat und Gesandter bei König Ludwig XIII. von Frankreich durfte sich fortan Edler Herr nennen und die übrigen wurden als Herren bezeichnet.

## Baltikum
Mit Ewert Duker, welcher am 15. Juli 1375 Beisitzer des Deutsch-Ordens-Vogt in Jewe war, erscheint die Familie erstmals im Baltikum. Bis 1483 werden von den Dücker mehrfach Komture und Vögte des Ordens gestellt. Bedeutende Güter der Familie in Estland waren u. a.: Pastfer, Ladigfer, Kau und Engdes; in Livland u. a.: Kuikatz, Penniküll und Puderküll.
Standeserhebungen erfolgten in Schweden (1634 introduziert) für Karl Gustav Düker sowohl in den Freiherrenstand (12. Juli 1711 als Freiherr zu Säby) als auch in den Grafenstand (17. April 1719 als Graf zu Jacobsberg). Die von Estland nach Schweden gelangten Zweige sind daselbst 1698 bzw. 1892 erloschen.
Die Dücker waren sowohl in der Estländischen als auch in der Livländischen Ritterschaft immatrikuliert. Mit dem russischen Admiral Richard von Dücker a.d.H. Berghof (* 1847; † 1932), der drei Töchter hatte, erlischt die estländische Linie im Mannesstamm.

## Salzburg
Nach der Besetzung des Hochstifts Dorpat durch moskovitische Truppen während des Livländischen Kriegs emigrierte der in Haselau ansässige Familienzweig 1558 zunächst nach Schweden und kam mit Johann Dückher von Hasslau 1592 nach Tirol. Franz Dückher von Hasslau (1609–1671) ließ sich 1649 im Erzstift Salzburg nieder und gründete die Salzburger Linie des Geschlechts. 1651 erhielt es die Salzburger Landmannschaft. 1671 wurden die Dückher von Hasslau in den Reichsfreiherrenstand erhoben. 1923 ist auch die Salzburger Linie im Mannesstamm erloschen. Sitz der Familie war Schloss Urstein bei Puch, das bis 1837 in ihrem Besitz war.

## Wappen
- Blasonierung des Stammwappens: In Silber fünf, manchmal auch drei oder vier blaue Balken. Auf Helm ein offener silberner Flug. Die Helmdecken sind blau-silbern. Das spätere Stammwappen zeigt zwei aus dem Helm wachsende geharnischte Arme, die eine gebildete goldene Sonne über sich halten.
- Blasonierung des Wappens der Freiherren von Dücker zu Rödinghausen: In Silber fünf blaue Balken. Auf dem blau-silbern bewulsteten Helm mit gleichen Decken 2 Arme, der rechte silbern, der linke blau, die eine goldene Sonne emporhalten; um die nach außen gekrümmten Arme ist ein schmales Band in gewechselten Farben geknüpft, dessen Schleife und Enden am Ellbogen nach außen abfliegen.
- Blasonierung des vermehrten Wappens der Freiherren Dücker von Hasslau: Quadriert mit Herzschild wie der Schild des Stammwappens. In den Felder 1 und 4 in Rot ein wachsender goldgekrönter goldener rechtsgewandter Löwe. In den Feldern 2 und 3 in Silber ein grüner Dreiberg, aus welchem drei rote Flammen schlagen. Zwei Helme: I. ein silberner und ein blau geschienter Arm, die eine goldene Sonne hochhalten, an den Ellenbogengelenken je zwei flatternde Bänder in wechselnder Farbe. II. gekrönt, der goldgekrönte goldene rechtsgewandte Löwe wachsend zwischen zwei Büffelhörnern, das rechte rot über silber geteilt, das linke gold über rot geteilt. Die Helmdecken sind blau-silbern und rot-golden.
- Blasonierung des Wappens der Grafen von Dücker: Gespalten und zweimal geteilt mit Herzschild wie das Stammwappen. Feld 1 in Rot eine goldene Krone, umgeben von dreizehn (4:2:4:3) goldenen Kugeln. Feld 2 in Gold ein roter Zinnenturm oben mit zwei nach außen geneigten blauen Fähnchen (die rechte zweizipfelig) besteckt. Feld 3 in Rot zwei ins Andreaskreuz gestellte goldene Marschallstäbe. Feld 4 in Rot ein silberner Feuerbock. Feld 5 Gold über Blau geteilt, oben ein rechtsgewandter wachsender roter Löwe, unten drei (2:1) fünfstrahlige goldene Sterne. Feld 6 in Blau drei balkenweise gestellte silberne Lilien, begleitet oben und unten von je vier silbernen Kugeln, balkenweise gestellt. Drei gekrönte Helme: I. offener Flug, rechts golden, links blau, dazwischen ein goldener fünfstrahliger Stern. II. zwei Arme, deren Kleidung von Silber und Blau über Eck geteilt ist; um die Ellenbogen sind abfliegende Bänder in gewechselten Farben gebunden. Diese Arme halten eine goldene Sonne empor. III. sechs goldene Turnierlanzen mit Fähnchen, die mit goldenen Fransen und Troddeln versehen sind, von rechts nach links abwechselnd silber-blau-golden. Die Helmdecken sind rot-silbern-blau und blau-golden-rot.

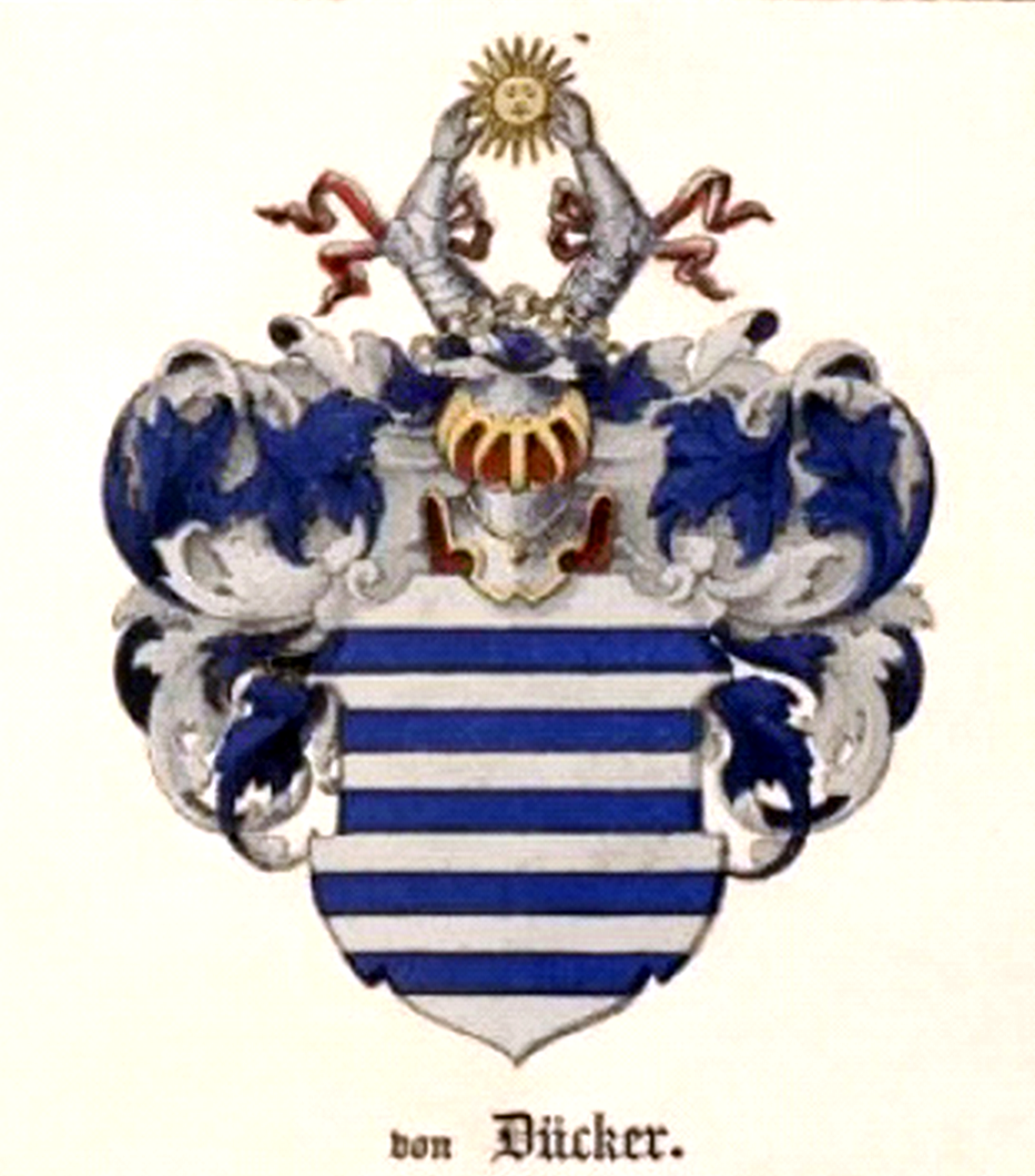
Wappen derer von Dücker im Baltischen Wappenbuch
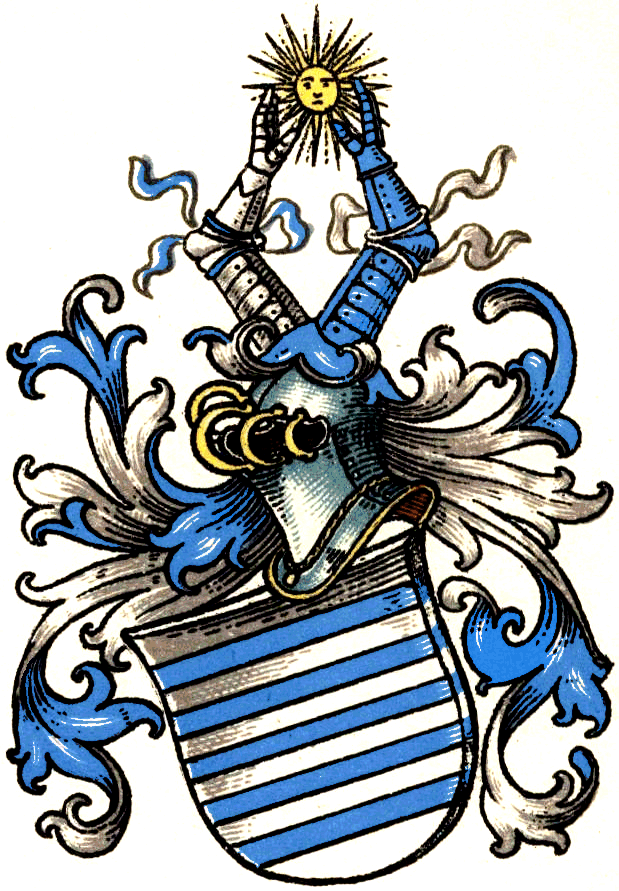
Wappen der Freiherren von Dücker zu Rödinghausen im Wappenbuch des Westfälischen Adels
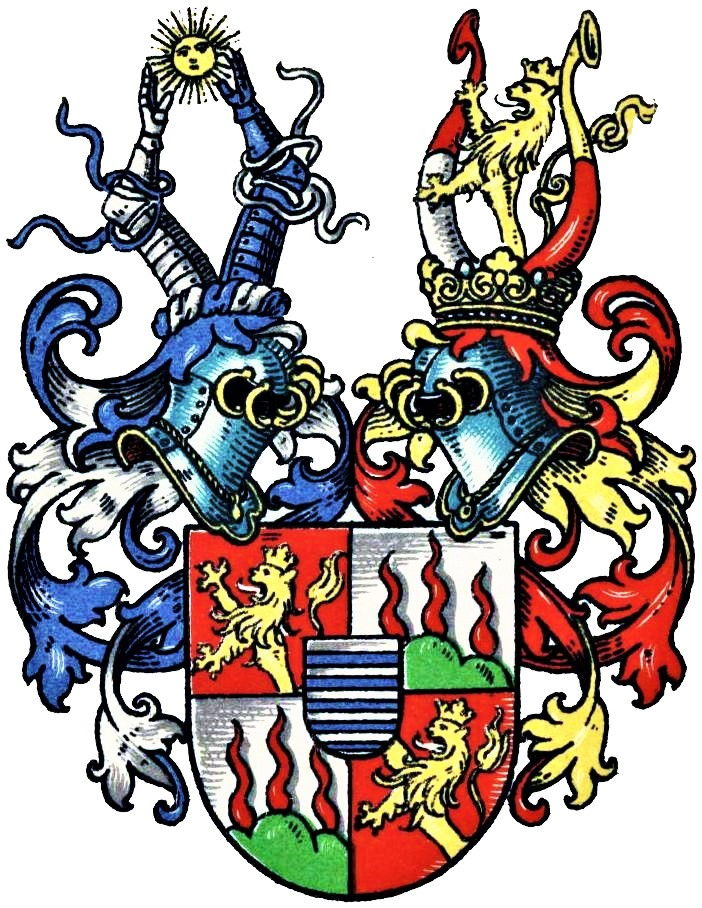
Vermehrtes Wappen der Freiherren Dücker von Hasslau im Wappenbuch des Westfälischen Adels
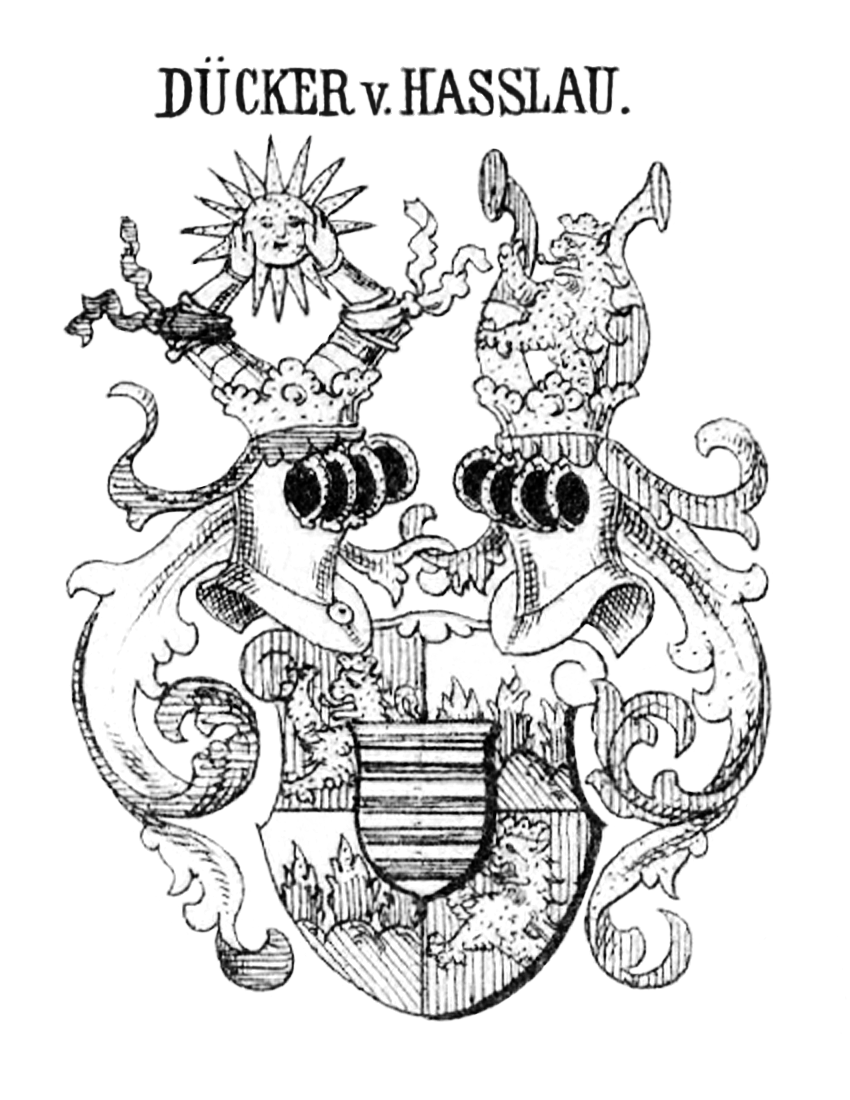
Wappen der Dücker von Hasslau in Siebmachers Wappenbuch
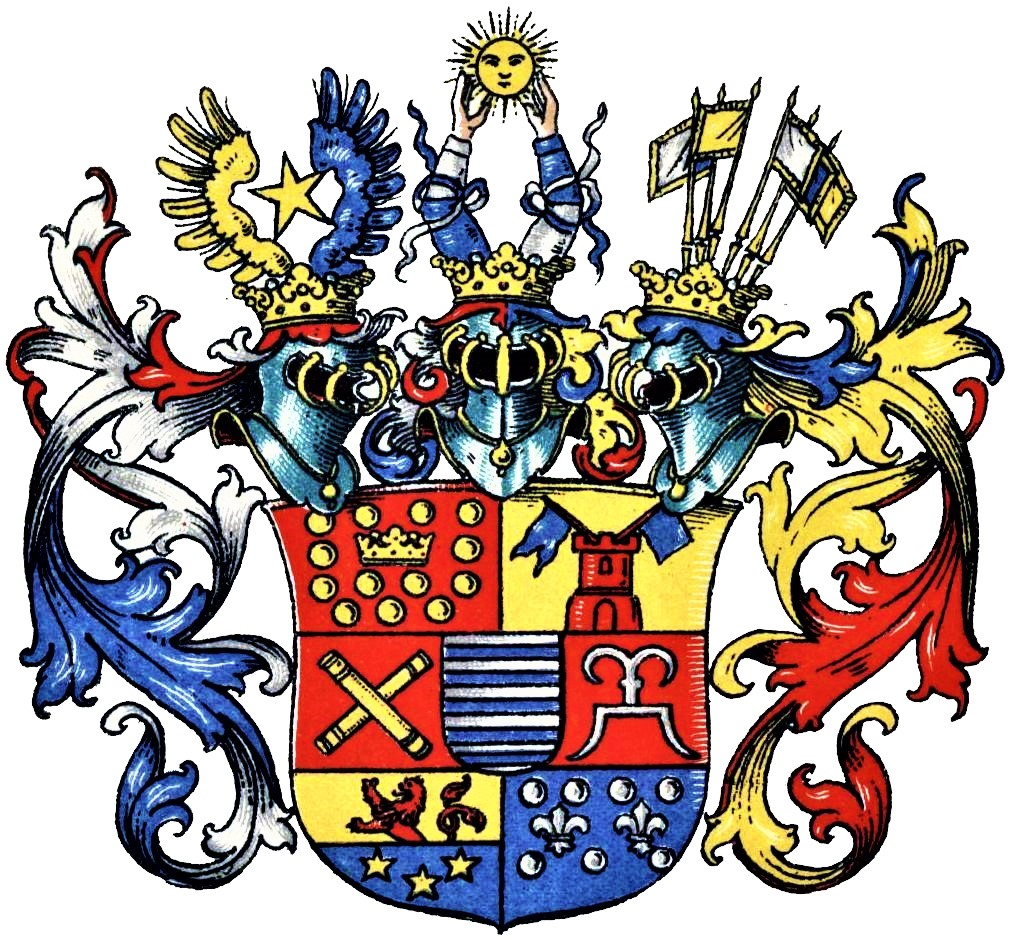
Wappen der Grafen von Dücker im Wappenbuch des Westfälischen Adels

Es besteht eine Wappenverwandtschaft zu den Herren von Brempt.

## Bekannte Familienmitglieder
- Hermann Dücker (1591–1670), kurkölnisch-westfälischer Oberkellner, Landpfennigmeister und Drost des Amtes Menden
- Karl Gustav Düker (1663–1732), schwedischer Feldmarschall
- Bernhard Adolf von Dücker (1671–1738), kurkölnisch-westfälischer Oberkellner, Diplomat und Unternehmer
- Franz Anton von Dücker (1700–1752), Priester und Domherr in Köln
- Franz Fritz von Dücker (1827–1892), Bergrat und Mitglied des Deutschen Reichstags
- Eugen Dücker (1841–1916), estländisch-deutscher Maler
- Marie Dücker (1847–1947), estländisch-deutsche Malerin
- Theodor von Dücker (1791–1866), deutscher Politiker, Ritterguts- und Fabrikbesitzer
- Wilhelm von Dücker (1871–1941), deutscher Generalmajor
- Wilhelm Lothar Bernhard von Dücker (1642–1689), Diplomat in Dienst des Kölner Kurfürsten und zeitweise auch Ludwig XIV.